# Citrullus
Citrullus là một chi thực vật có hoa trong họ Cucurbitaceae.

## Loài
Chi Citrullus gồm các loài và phân loài sau:
- Citrullus amarus Schrad.
- Citrullus colocynthis (L.) Schrad.
- Citrullus ecirrhosus Cogn.
- Citrullus lanatus (Thunb.) Matsum. & Nakai
  - Citrullus lanatus subsp. vulgaris var. cordophanus (Ter-Avan.) Fursa
  - Citrullus lanatus var. lanatus
- Citrullus mucosospermus (Fursa) Fursa –
- Citrullus naudinianus (Sond.) Hook.f.
- Citrullus rehmii De Winter

## Hình ảnh

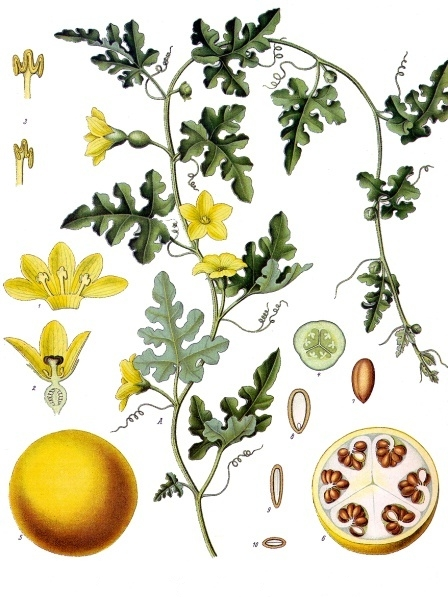
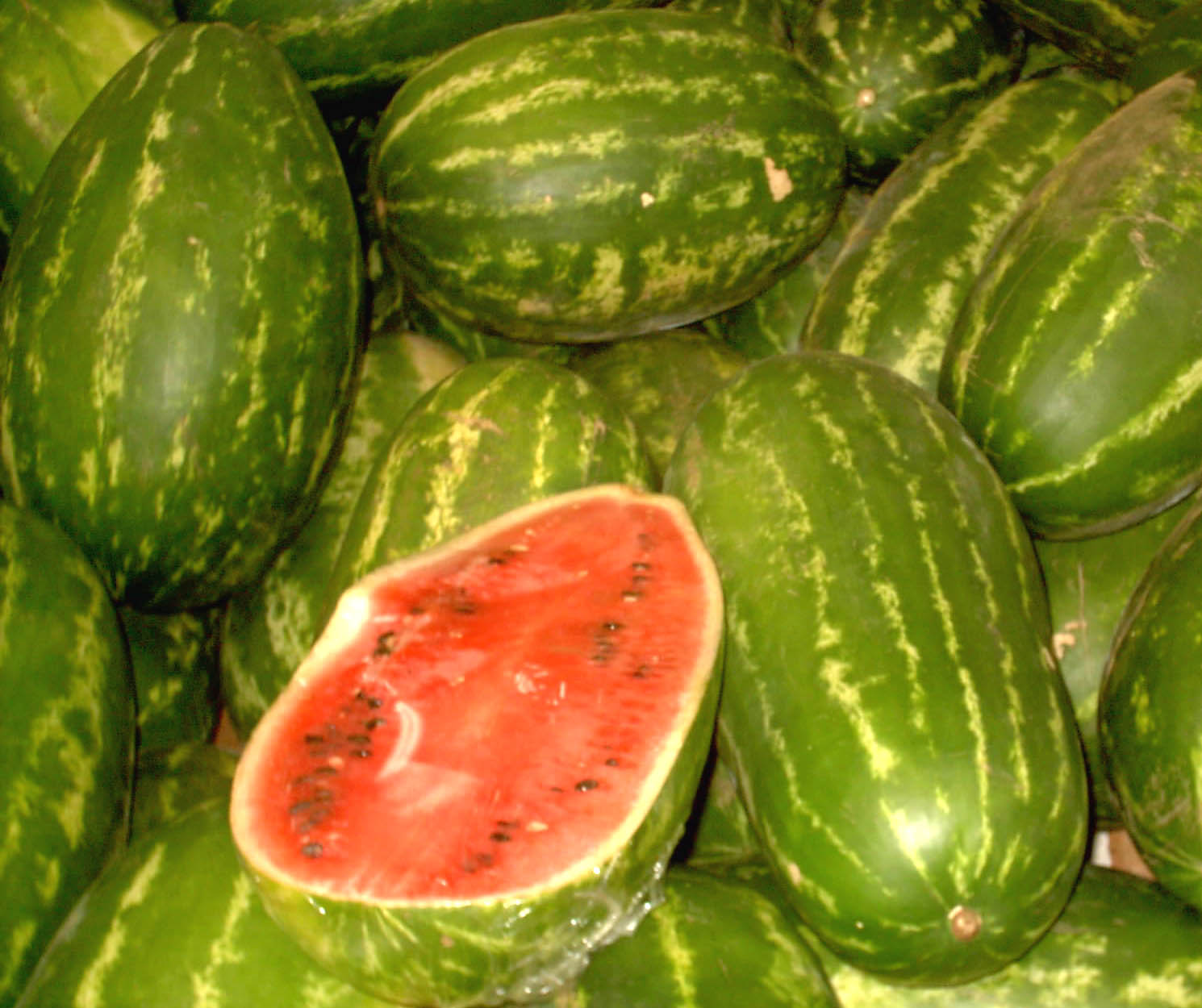
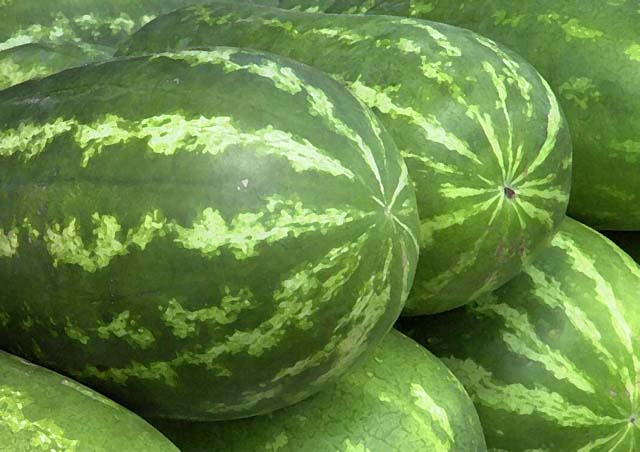